# Lycopus rubellus
Lycopus rubellus là một loài thực vật có hoa trong họ Hoa môi. Loài này được Moench mô tả khoa học đầu tiên năm 1802.

## Hình ảnh

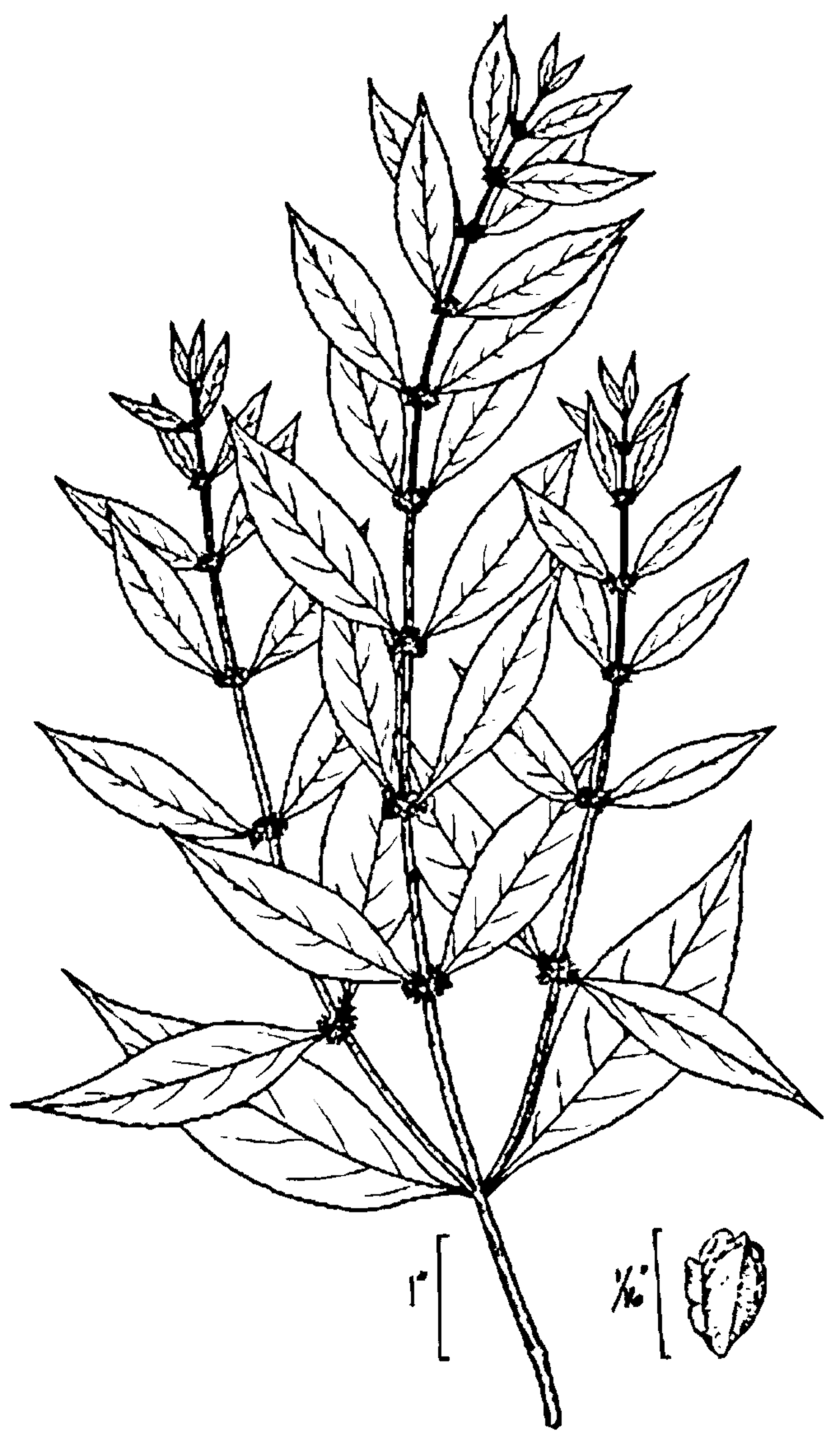